# ال‌سی‌ای‌سی کلاس گاس
ال‌سی‌ای‌سی کلاس گاس (به انگلیسی: Gus-class LCAC) یک کلاس از کشتی است که طول آن ۲۱٫۴ متر (۷۰ فوت ۳ اینچ) می‌باشد.